# كيم سيون هو (ممثل)
كيم سيون هو (بالكورية: 김선호 ؛ من مواليد 8 مايو 1986)؛ هو ممثل كوري جنوبي، بدأ حياته المهنية على خشبة المسرح وظهر في العديد من المسرحيات قبل أن يظهر لأول مرة على الشاشة في عام 2017، بمسلسل الرئيس كيم، صعد إلى الشهرة مع المسلسل التلفزيوني أمسك الشبح لعام (2019)، صندوق الرمل (2020)، مسقط رأس تشا تشا لعام 2021.
بعد ارتفاع شعبيته في عام 2020، تم اختيار كيم كوجه للعديد من العلامات التجارية في كوريا الجنوبية وجنوب شرق آسيا. وشملت إعلاناته الملابس والإلكترونيات ومستحضرات التجميل والأغذية والتجارة الإلكترونية والمزيد. ، في عام 2021 ، تم اختياره كأفضل ممثل تلفزيوني للعام في غالوب كوريا.

## فيلموغرافيا

### افلام
| عام        | اسم العمل    | ملاحظة | المراجع |
| ---------- | ------------ | ------ | ------- |
| يحدد لاحقًا | حزين استوائي |        | [ 8 ]   |

### مسلسلات تلفزيونية
| عام       | عنوان العمل           | قناة البث   | الدور         | ملحوظة     | Ref.   |
| --------- | --------------------- | ----------- | ------------- | ---------- | ------ |
| 2017      | مدير جيد              | كي بي إس 2  | سون سانغ تاي  |            | [ 9 ]  |
| 2017      | أقوى رجل توصيل        | كي بي إس 2  | أوه جين كيو   |            | [ 10 ] |
| 2017–2018 | شرطيان                | إم بي سي    | جونج سو تشانغ |            | [ 11 ] |
| 2018      | انت تقودني إلى الجنون | إم بي سي    | كيم راي وان   | دراما خاصة | [ 12 ] |
| 2018      | مدبرة منزل            | كي بي إس 2  | يونغ جون      | ظهور (ح2)  | [ 13 ] |
| 2018      | اميري لي 100 عام      | تي في إن    | جونغ جاي يون  |            | [ 14 ] |
| 2018      | الموت شعور جيد        | كي بي إس 2  | كيم مين هيوك  | ظهور (ح4)  | [ 15 ] |
| 2019      | اضحك في وايكيكي 2     | جي تي بي سي | تشا وو شيك    |            | [ 16 ] |
| 2019      | امسك الشبح            | تي في إن    | جو جي سيوك    |            | [ 17 ] |
| 2020      | جدني في ذاكرتك        | إم بي سي    | سيو هوانغ جين | ظهور (ح1)  | [ 18 ] |
| 2020      | صندوق الرمل           | تي في ان    | هان جي بيونغ  |            | [ 19 ] |
| 2021      | تشغيل                 | جي تي بي سي | كيم سانغ هو   | ظهور (ح16) | [ 20 ] |
| 2021      | مسقط رأس تشا تشا تشا  | تي في ان    | هونغ دو سيك   |            | [ 21 ] |

### برامج
| السنة     | عنوان                 | قناة البث  | ملاحظة                                       | المراجع |
| --------- | --------------------- | ---------- | -------------------------------------------- | ------- |
| 2019–2021 | 2 أيام & وليلة        | كي بي إس 2 | فريق التمثيل الرئيسي الموسم 4 الحلقة من 1–95 | [ 22 ]  |
| 2020      | ام بي سي جايو دايجيون | إم بي سي   | ضيف (مع إم يونا & جانغ سونغ كيو)             | [ 23 ]  |

### فيديو موسيقي
| السنة | اسم                        | الفنان               | مراجع  |
| ----- | -------------------------- | -------------------- | ------ |
| 2020  | "Sleepless" (بصوت يونها)   | ايبتون ايبتون بروجكت | [ 24 ] |
| 2021  | "Reason" (صوت كيم سيون هو) | ايبتون ايبتون بروجكت | [ 25 ] |

## مسرحية
| العام     | عنوان                            | الدور                    | مكان                                      | المراجع |
| --------- | -------------------------------- | ------------------------ | ----------------------------------------- | ------- |
| 2009      | New Boeing Boeing                | سونغ كي                  | قاعة دايهكرو الدور 3                      | [ 26 ]  |
| 2010      | Rooftop House Cat                | لي كيونغ مين             | قاعة دايهكرو تان تان                      | [ 26 ]  |
| 2012      | Sherlock                         | دكتور واطسون             | مسرح الغروب الصغير                        | [ 27 ]  |
| 2013–2014 | Words I Coundn't Say for 7 Years | اين هو                   | مسرح دايهكرو مونلايت                      | [ 28 ]  |
| 2013–2014 | New Boeing Boeing                | سونغ كي                  | قاعة ميغابوليس للفنون                     |         |
| 2014–2016 | Rooftop House Cat                | لي كيونغ مين             | قاعة دايهكرو تان تان                      | [ 29 ]  |
| 2015      | Goal of Love                     | تشوي جين سونغ            | قاعة فنية                                 | [ 30 ]  |
| 2015      | True West                        | اوستن                    | قاعة فنية                                 | [ 31 ]  |
| 2015      | Hoy! Style Magazine Show         |                          | قاعة جانغ تشيون، مركز كوانجليم للفنون     |         |
| 2015–2016 | Kiss of the Spider Woman         | فالنتين                  | قاعة فنية                                 | [ 32 ]  |
| 2016      | Almost, Maine                    | الشرق، ليندال، تشاد، ديف | قاعة الفنون سانع ميونغ 1                  | [ 33 ]  |
| 2016      | True West Returns                | اوستن                    | مسرح يغرين                                | [ 34 ]  |
| 2016      | Closer                           | دان                      | مسرح يغرين                                | [ 35 ]  |
| 2016      | Voice of Millennium              | سيونغ سيوك               | دونغ سونغ مسرح مركز الفنون الصغير         | [ 36 ]  |
| 2017–2018 | Kiss of the Spider Woman         | فالنتين                  | مسرح آرت ون 2                             | [ 37 ]  |
| 2019–2020 | Memory in dream                  | ايدن                     | مسرح هايوريوم للفنون                      | [ 38 ]  |
| 2021      | Ice                              | المحقق 2                 | مسرح مركز سيجونج إس مركز الفنون سيونغ نام | [ 39 ]  |

## ديسكغرفي

### أغاني
| عنوان                                                            | عام  | الالبوم                    | ملحوظة       |
| ---------------------------------------------------------------- | ---- | -------------------------- | ------------ |
| "Waikiki (Actors Ver.)" (مع لي يي كيونغ ، شين هيون سو)           | 2019 | اضحك في واكيكي 2 OST       |              |
| "Reason" (너라는 이유) (Epitone Project; صوت غنائي لكيم سيون هو) |      | أغنية منفردة بخلاف الألبوم | كتابة مشتركة |

## الجوائز والترشيحات
جوائز مهرجان آسيا النموذجي هو حفل سنوي يكرم عارضات الأزياء والمشاهير في آسيا.
| الجائزة                           | عام  | الفئة                                         | العمل                      | نتيجة | Ref.   |
| --------------------------------- | ---- | --------------------------------------------- | -------------------------- | ----- | ------ |
| جوائز فنان آسيا                   | 2020 | جائزة الشعبية - ممثل                          | —                          | رُشِّح   | [ 43 ] |
| جوائز فنان آسيا                   | 2020 | جائزة أفضل مؤثر - ممثل                        | —                          | فوز   | [ 44 ] |
| مهرجان آسيا النموذجي              | 2020 | جائزة نجم مودل                                | —                          | فوز   | [ 46 ] |
| جوائز بيكسانغ للفنون              | 2021 | أفضل ممثل داعم - تلفزيون                      | صندوق الرمل                | رُشِّح   | [ 47 ] |
| جوائز بيكسانغ للفنون              | 2021 | الممثل الأكثر شهرة                            | —                          | فوز   | [ 48 ] |
| جوائز ولاء عملاء العلامة التجارية | 2021 | مسار الايقونة - ممثل                          | —                          | فوز   | [ 49 ] |
| جوائز ولاء عملاء العلامة التجارية | 2021 | ذكر ميوتيتانير                                | —                          | فوز   | [ 49 ] |
| جوائز كي بي اس الدرامية           | 2017 | أفضل ممثل جديد                                | أقوى عامل توصيل & مدير جيد | رُشِّح   | [ 50 ] |
| جوائز كي بي اس الترفيهية          | 2020 | جائزة الصاعد - فئة العرض / التنوع             | 2 يوم & ليلة واحدة         | فوز   | [ 51 ] |
| جوائز الإذاعة الكورية             | 2021 | جائزة الشعبية - الفنان                        | 2 يوم & ليلة واحدة         | فوز   | [ 52 ] |
| جوائز ام بي سي دراما              | 2017 | جائزة التميز، ممثل في دراما الاثنين والثلاثاء | شرطيان                     | فوز   | [ 53 ] |
| جوائز ام بي سي دراما              | 2017 | أفضل ممثل جديد                                | شرطيان                     | فوز   | [ 53 ] |
| جوائز ام بي سي دراما              | 2017 | أفضل شخصية كوميدية                            | شرطيان                     | رُشِّح   | [ 54 ] |
| جوائز سيول الدولية للدراما        |      | شخصية العام                                   | صندوق الرمل                | فوز   | [ 55 ] |

## أعمال خيرية
في 27 يناير 2021، أكدت وكالته سالت انترتينمنت أنه تبرع بمبلغ 100 مليون وون (حوالي 90300 دولار أمريكي) لمؤسسة سرطان الدم الكورية للأطفال. حيث صرحت وكالته، «في مقابل الدعم والمحبة التي تلقاها من العديد من الأشخاص، تبرع على أمل أنه قد يكون مساهما حتى لو قليلا من المساعدة للأطفال وعائلاتهم الذين يمرون بأوقات عصيبة».[بحاجة لمصدر]
في سبتمبر 2021، دخل في شراكة مع ماركو روجو في مشروع 'هابي بين التمويل الخاص' لجمع الأموال لتحسين الظروف السكنية لكبار السن. بعد ثلاثة أيام من افتتاح الصندوق في 3 سبتمبر، تجاوز جمع الأموال 100 مليون وون، متجاوزًا المبلغ المستهدف بنسبة 3600٪.
في ديسمبر 2021، تبرع كيم بمبلغ 50 مليون وون لمؤسسة سرطان الدم الكورية للأطفال. ولم يتم الكشف عن التبرع بسبب طلب كيم سيون هو.

## جدال
في 17 أكتوبر 2021، زعمت امرأة مجهولة الهوية بمنشورات اثبتت انها كاذبة تقول تقول فيها أن كيم قد أجبرها على الإجهاض بينما كانا يتواعدان بعد أن وعدها بالزواج منها . ، رد معجبو سيون هو على ذلك باستخدام وسائل التواصل الاجتماعي للتهديد بأعمال التشهير ضد الأفراد الذين روجوا للادعاءات وطلبوا الادلة والاثباتات عالمنشورات المجهولة . ، في 20 أكتوبر 2021، اعتذر كيم بشكل عام على المشاكل اللتي سببها المنشور آنذاك . ، نتيجة للانتشار المنشور، قامت الشركات التي استخدمت صورة سيون هوه في إعلاناتها بأرشفة إعلاناتها التي يظهر فيها لحين حل المشكلة . انسحب أيضًا من برنامج قناة كي بي اس المتنوع يومان وليلة بعدها بفترة وجيزة انسحبت المخرجة والكاتبة من ايضاً البرنامج . ثم انسحب لاحقًا من فيلمي أيام الكلب والفيلم الكوميدي الرومانسي «تاريخ الساعة» علماً ان الفلمين لم يتم اصدارهما حتى الان .
في 26 أكتوبر 2021، نُشرت أدلة على مزاعم واتهامات صديقة كيم السابقة عبر إحدى وسائل الإعلام الكورية من قبل صحفية موثوقة وحائزة على جوائز عدة في المصداقية ، والتي مصدرها معارف كيم وصديقته السابقة المقربين، اظهرت التقارير إلى أن الإجهاض كان قرار المرأة ورفضها لعرض الزواج المقدم لها ، وانفصلا بعد ملابسات مشكوك فيها أحاطت بصديقته السابقة، كاخيانتها له أو علاقاتها السابقة، وقيل أن اعتذار سيون هو لها، في الحقيقة انه لم يرد الخوض في حياته الخاصة مع شخص احبه سابقاً وهناك شكوك حول اذا كان الجنين طفله او من علاقاتها الاخرى. بعد الكشف عن الحقائق، بدأت العديد من الشركات في استئناف الإعلانات التي يظهر بها سيون هو وتم استئناف تصوير فيلم The childe ( الطفل ).

## روابط خارجية
- كيم سيون هو على موقع IMDb (الإنجليزية)
- كيم سيون هو على موقع قاعدة بيانات الفيلم (الإنجليزية)
- كيم سيون هو على موقع كينوبويسك (الروسية)
- كيم سيون هو في هانسينما